# Fränkisches Wörterbuch

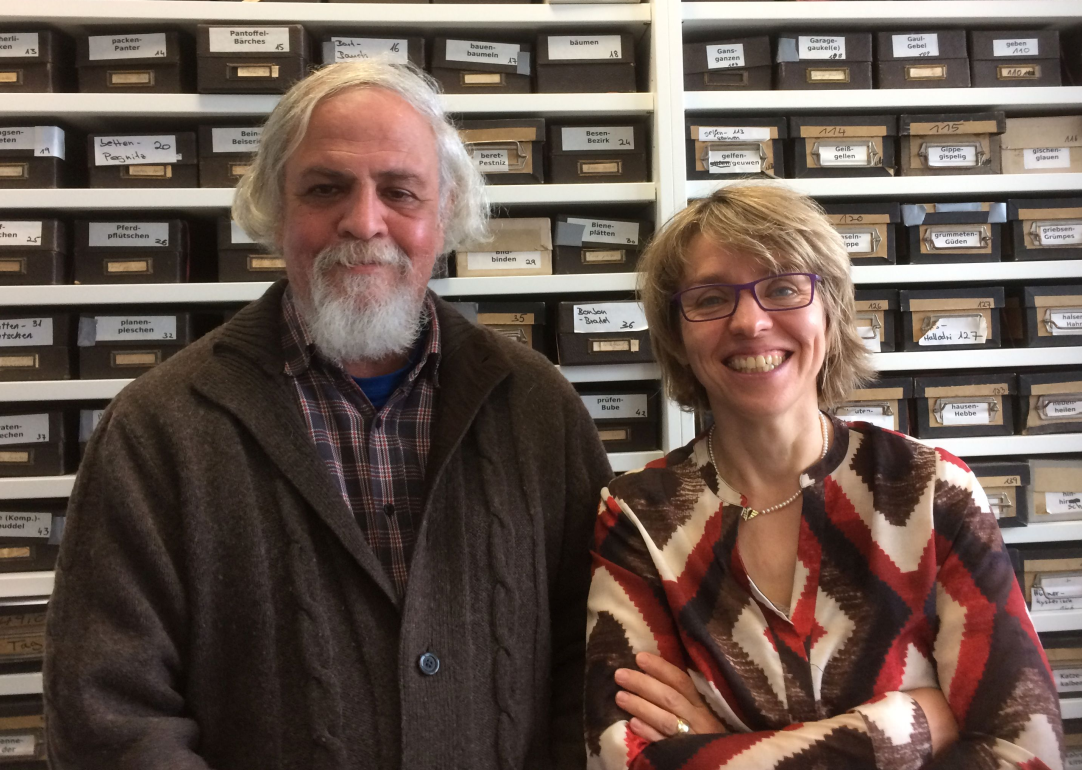
Redaktoren von 2015 bis 2020:
Alfred Klepsch und Almut König

Das Fränkische Wörterbuch (WBF, früherer Projektname: Ostfränkisches Wörterbuch) ist wie das Bayerische Wörterbuch und das Dialektologische Informationssystem von Bayerisch-Schwaben ein Projekt der Bayerischen Akademie der Wissenschaften. Es dokumentiert als großlandschaftliches Wörterbuch die in Bayerisch-Franken gesprochenen Dialekte.

## Projekt
Das 1913 gegründete Projekt hat zum Ziel, die in den drei fränkischen Regierungsbezirken Bayerns – Ober-, Mittel- und Unterfranken – gesprochenen Dialekte zu dokumentieren. Diese gehören vornehmlich dem ostfränkischen, in den Randgebieten der Region Franken aber auch dem rheinfränkischen, schwäbischen und nordbairischen Sprachraum an. Umgekehrt werden diejenigen ostfränkischen Mundarten, die außerhalb Bayerisch-Frankens gesprochen werden, durch die benachbarten großlandschaftlichen Wörterbücher erfasst.
Seit 2012 ist das Projekt an der Friedrich-Alexander-Universität Erlangen-Nürnberg angesiedelt und wird von Mechthild Habermann, der Inhaberin des Lehrstuhls für Germanistische Sprachwissenschaft, geleitet. Sitz der Redaktion ist Erlangen; frühere Standorte waren München (1913–1933), Erlangen (1933–1993), Bayreuth (1993–2012) und Fürth (2012–2017).
Die ursprüngliche Idee, analog den anderen großlandschaftlichen Wörterbüchern des Deutschen eine mehrbändige Buchpublikation zu erarbeiten, wurde 2003 zugunsten eines digitalen Wörterbuchs fallengelassen. Dieses Online-Wörterbuch ist jetzt schon zugänglich und wird laufend ausgebaut. Um „der drohenden Akzeptanzkrise der ‚großen, langfristigen‘ Projekte“ vorzubeugen, wurde 2007 das von Eberhard Wagner und Alfred Klepsch erarbeitete einbändige Handwörterbuch von Bayerisch-Franken herausgegeben, das eine Auswahl von Wörtern und Sprachkarten präsentiert.

## Materialbasis

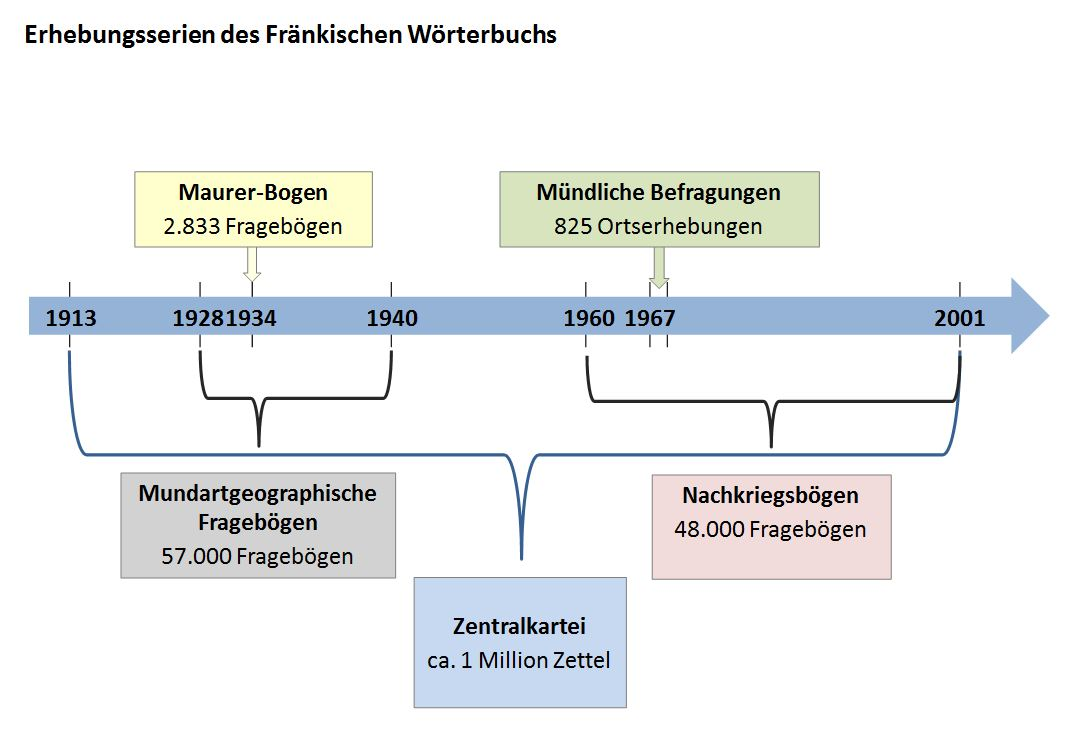
Erhebungsserien des WBF

Im Verlauf von 90 Jahren (1913–2001) beteiligten sich tausende ehrenamtliche Mitarbeiter und trugen umfangreiches Material aus den bayerischen Bezirken Ober-, Mittel- und Unterfranken zusammen. Diese Sammlung bildet den Grundstock des Wörterbucharchivs, das größtenteils ostfränkische, aber auch rheinfränkische, schwäbische und nordbairische Belege enthält. Die Sammlung basiert auf etwa 20.000 handschriftlich ausgefüllten Fragebögen, deren Auswertung mehr als eine Million Karteikarten ergeben hat. Hinzu kommen spontan gesammelte Belege wie hand- oder maschinenschriftliche mundartliche Texte sowie exzerpiertes Material aus der gedruckten Mundartliteratur und (handschriftlichen oder gedruckten) Ortswörterbücher.
Um das wertvolle Originalmaterial zu sichern, wurde im Jahr 2012 der größte Teil der Datenbestände eingescannt und in Form von Bilddateien gespeichert. Diese Digitalisierung finanzierten die fränkischen Bezirksregierungen.

## Geschichte

### Vorgeschichte
Ab 1899 gab es vonseiten des Verlegers Rudolf Oldenbourg Pläne, Johann Andreas Schmellers Bayerisches Wörterbuch (1. Auflage 1827/1832, 2. Auflage 1872/1877) neu herauszugeben. Dieses hatte alle Mundarten dokumentiert, die auf dem Gebiet des damaligen Königreichs Bayern gesprochen wurden, also bairische (worauf der Fokus lag), schwäbische, ostfränkische und rheinpfälzische. 1911 entschieden die Akademien in München und Wien jedoch, auf dieses Anliegen nicht einzutreten und stattdessen drei vollständig neue Wörterbücher zu schaffen:
- ein Bairisches Wörterbuch für Altbayern und Österreich (später aufgeteilt in das Bayerische Wörterbuch und das Wörterbuch der bairischen Mundarten in Österreich; beide noch heute in Arbeit),
- ein Ostfränkisches Wörterbuch (inzwischen Fränkisches Wörterbuch genannt; noch heute in Arbeit) und
- ein Pfälzisches Wörterbuch (Arbeit 1997 abgeschlossen).

### Projekt (Ost-)Fränkisches Wörterbuch
| 1911      | Die Königlich Bayerische Akademie der Wissenschaften und die Kaiserlich Österreichische Akademie der Wissenschaften beschließen, gemeinsam ein Wörterbuch des bairischen Dialekts zu erstellen. Die Bayerische Akademie beschließt überdies, ein Wörterbuch der ostfränkischen und ein Wörterbuch der pfälzischen Dialekte zu erarbeiten.                                                           |
| 1913      | Die Arbeiten beginnen mit dem Versand von Fragebögen. |
| 1915      | Der Erste Weltkrieg unterbricht die Erhebungsarbeit. |
| 1927      | Neuer Anlauf: Versand der „Mundartgeographischen Fragebögen“. |
| 1932      | Der Erlanger Germanistikprofessor Friedrich Maurer beginnt mit eigenen Forschungen zum fränkischen Dialekt. Versand des „Maurer-Bogens“. |
| 1933      | Die Akademie richtet in Erlangen eine eigene Redaktion für ein „Ostfränkisches Wörterbuch“ ein. Leiter ist Friedrich Maurer. Aufbau der „Zentralkartei“, Verzettelung und Lemmatisierung der Belege seit 1913 (wird bis 2001 fortgeführt). |
| 1941      | Der Zweite Weltkrieg unterbricht die Erhebungsarbeit. |
| 1960      | Neubeginn: Der Erlanger Philologe Siegfried Beyschlag veranlasst eine Wiederbelebung der Erhebungen. Neue Fragebögen, die „Nachkriegsbögen“, werden im Vier-Monats-Takt versandt und von hunderten ehrenamtlicher Mitarbeiter beantwortet. Seither wurden zahlreiche kleine wissenschaftliche Abhandlungen zu Teilbereichen des Wortschatzes verfasst und teilweise veröffentlicht.                 |
| 1963      | Die Bayerische Akademie der Wissenschaften stattet die Erlanger Redaktion mit der Planstelle für einen Redaktor aus. Erich Straßner wird Redaktor. |
| 1963–2001 | Erhebungsarbeit anhand von Fragebögen und mündlichen Befragungen (1967). |
| 1967      | Eberhard Wagner wird Redaktor. |
| 1993      | Die Redaktion zieht nach Bayreuth um. |
| 2001      | Beendigung des Fragebogenversands. |
| 2003      | Beschluss der Kommission für Mundartforschung der Bayerischen Akademie der Wissenschaften auf die Buchpublikation des Fränkischen Wörterbuchs zugunsten eines digitalen Wörterbuchs zu verzichten. Alfred Klepsch wird Redaktor. |
| 2007      | Eine Auswahl von etwa 1500 Wörtern wird zusammen mit 32 Wortkarten als 640 Seiten starkes Handwörterbuch von Bayerisch-Franken (HWBF) veröffentlicht. |
| 2012      | Kooperationsvertrag der Bayerischen Akademie der Wissenschaften und der FAU Erlangen. Die Erlanger Germanistin Mechthild Habermann wird Projektleiterin. Die Redaktion zieht nach Fürth um, da die am bisherigen Standort ansässige Jean-Paul-Gesellschaft die Räume im Chamberlainhaus für sich beansprucht. Umbenennung des Projekts von „Ostfränkisches Wörterbuch“ in „Fränkisches Wörterbuch“. |
| 2013      | Die Fragebögen und Karteikarten werden gescannt mit Mitteln der fränkischen Bezirksregierungen. |
| 2015      | Alfred Klepsch und Almut König arbeiten zu je 50 % als Redaktoren. |
| 2017      | Die Redaktion zieht nach Tennenlohe (Erlangen) um. |
| 2020      | Alfred Klepsch tritt in den Ruhestand ein. Almut König übernimmt als leitende Redaktorin. Die Redaktion zieht nach Erlangen um. |

## WBF digital

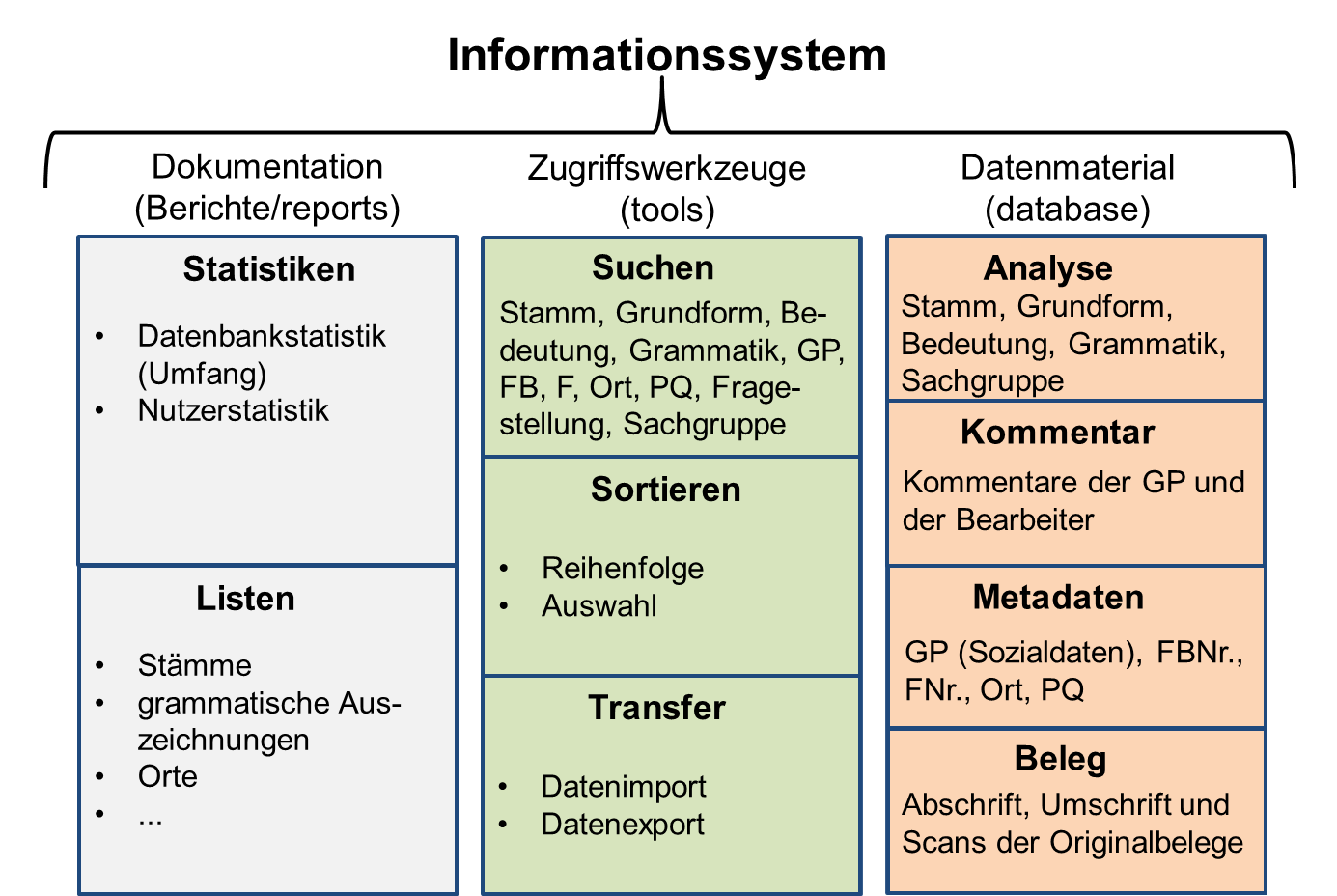

Mit der Entscheidung, ein Online-Wörterbuch zu erarbeiten, geht das Fränkische Wörterbuch neue Wege in der Dialektlexikographie. Die Dialektbelege werden in einer Belegdatenbank erfasst und sowohl grammatisch als auch semantisch bestimmt.
Dabei entsteht ein Online-Wörterbuch, das die mühsame und langwierige Recherche im Archiv der Redaktion ersetzt und die Belege einer wissenschaftlichen wie nichtwissenschaftlichen Öffentlichkeit zur Verfügung stellt. Dieses Online-Wörterbuch ist schon jetzt, während sich die Datenbank noch im Aufbau befindet, öffentlich zugänglich. Mit dem Fortgang der Eingabe- und Aufbereitungsarbeit wird es Schritt für Schritt ergänzt und erweitert.
Die Arbeiten an der Datenbank erlauben, wenn auch noch längst nicht abgeschlossen, inzwischen erste Auswertungen unter übergreifenden Aspekten. Die Daten dienten auch bereits Studierenden als Grundlage für Masterarbeiten und den Erlanger Fachkollegen als Grundlage für wissenschaftliche Auswertungen.
Die Daten sind eingebunden in das Onlineportal Bayerns Dialekte Online (BDO), das die Mundartwörterbücher, die an der BAdW entstehen, gemeinsam präsentiert.